# Trimma yanagitai
Trimma yanagitai es una especie de peces de la familia de los Gobiidae en el orden de los Perciformes.

## Morfología
- Los machos pueden llegar a alcanzar los 3,7 cm de longitud total y las hembras 3.35.
- Número de vértebras: 26.[1][2]

## Hábitat
Es un pez de Mar y de clima templado y asociado a los arrecifes de coral hasta los 35-56 m de profundidad.

## Distribución geográfica
Se encuentra en el Japón.

## Observaciones
Es inofensivo para los humanos.